# Asknätfjäril
Asknätfjäril, Euphydryas maturna, är en fjärilsart som beskrevs av Carl von Linné, 1758. Enligt Artfakta ingår asknätfjäril i släktet Euphydryas men enligt Catalogue of Life är tillhörigheten istället släktet Hypodryas. Enligt båda källorna tillhör asknätfjäril familjen praktfjärilar, Nymphalidae. Sex underarter finns listade i Catalogue of Life, Hypodryas maturna adamczewskii (Krzywicki, 1967), Hypodryas maturna aestia (Bois-Reymond, 1931), Hypodryas maturna coreanica (Murayama, 1955) Hypodryas maturna macedonica (Dufay, 1977), Hypodryas maturna staudingeri (Wnukowsky, 1929) och Hypodryas maturna urbanoides (Warnecke, 1942).
Asknätfjärilen är Västmanlands landskapsinsekt.

## Utseende
Asknätfjärilen är den största nätfjärilen som förekommer i Sverige, med en vingbredd på cirka fem centimeter (38-50 mm). De nättecknade vingarna i mörkbrunt, ljusgult och olika orange- till rödtonade nyanser är särskilt framträdande på bakvingeundersidan.  

## Bildgalleri

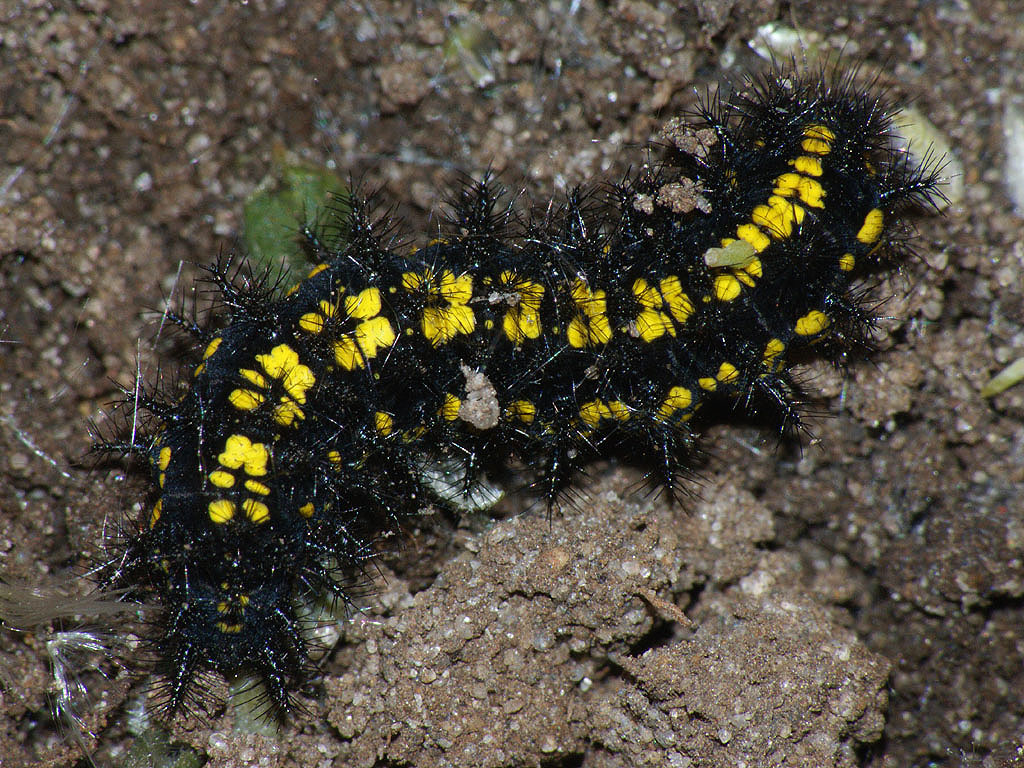
Fjärilens larv
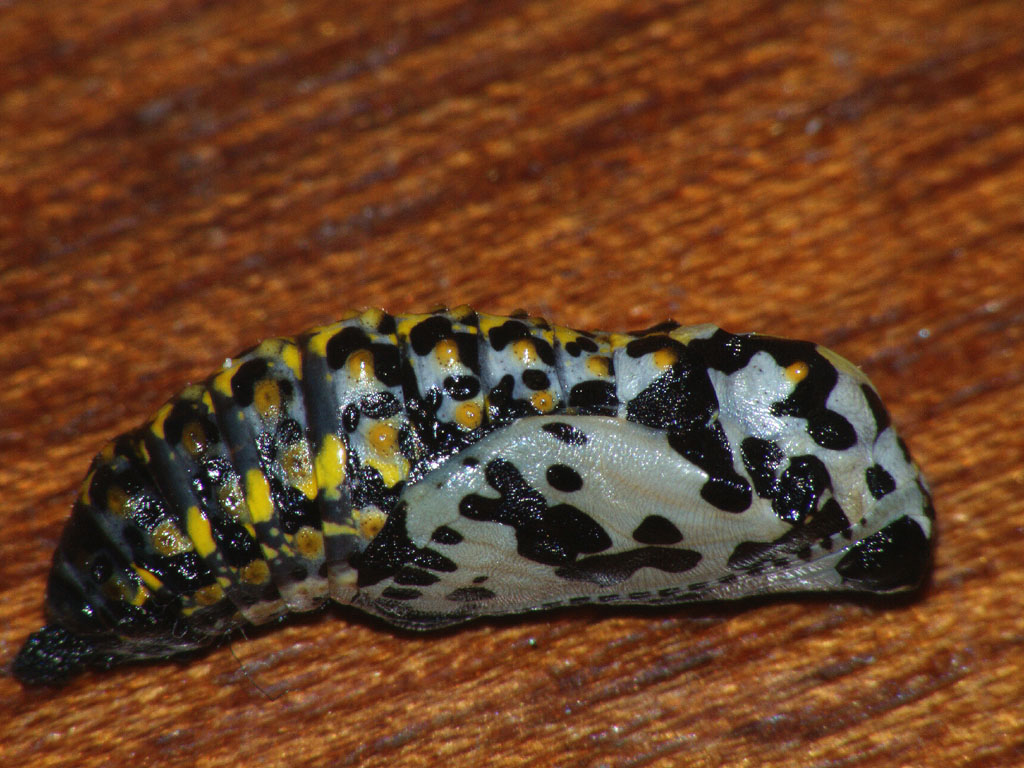
Fjärilens puppa
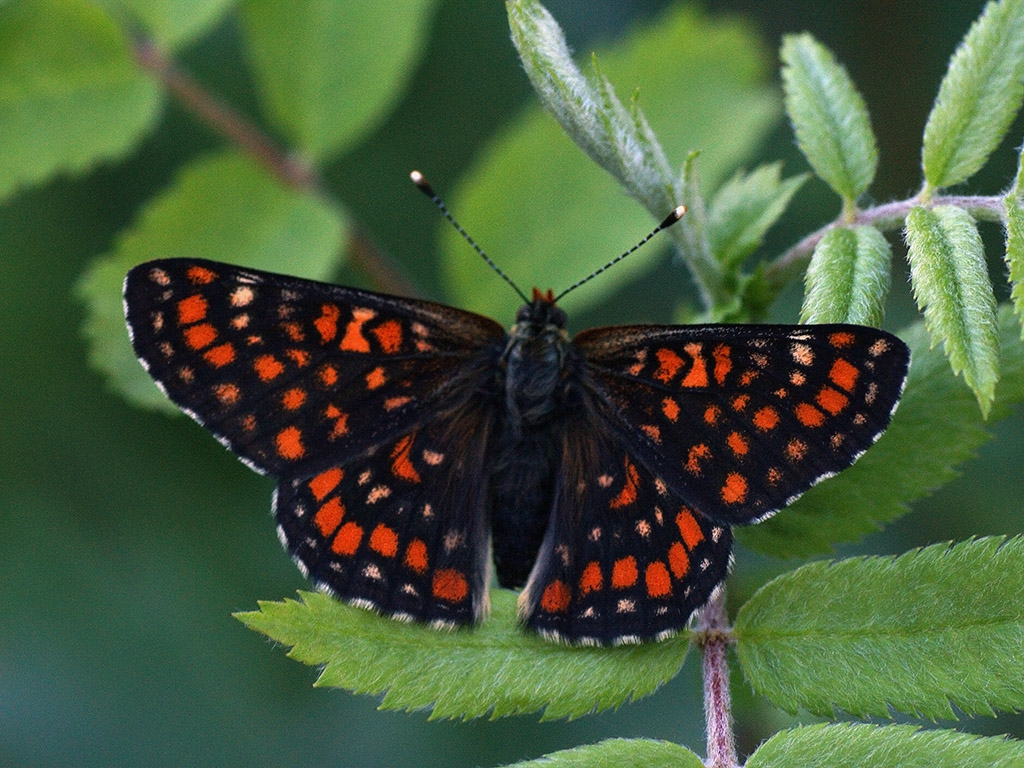
Imago fjäril.
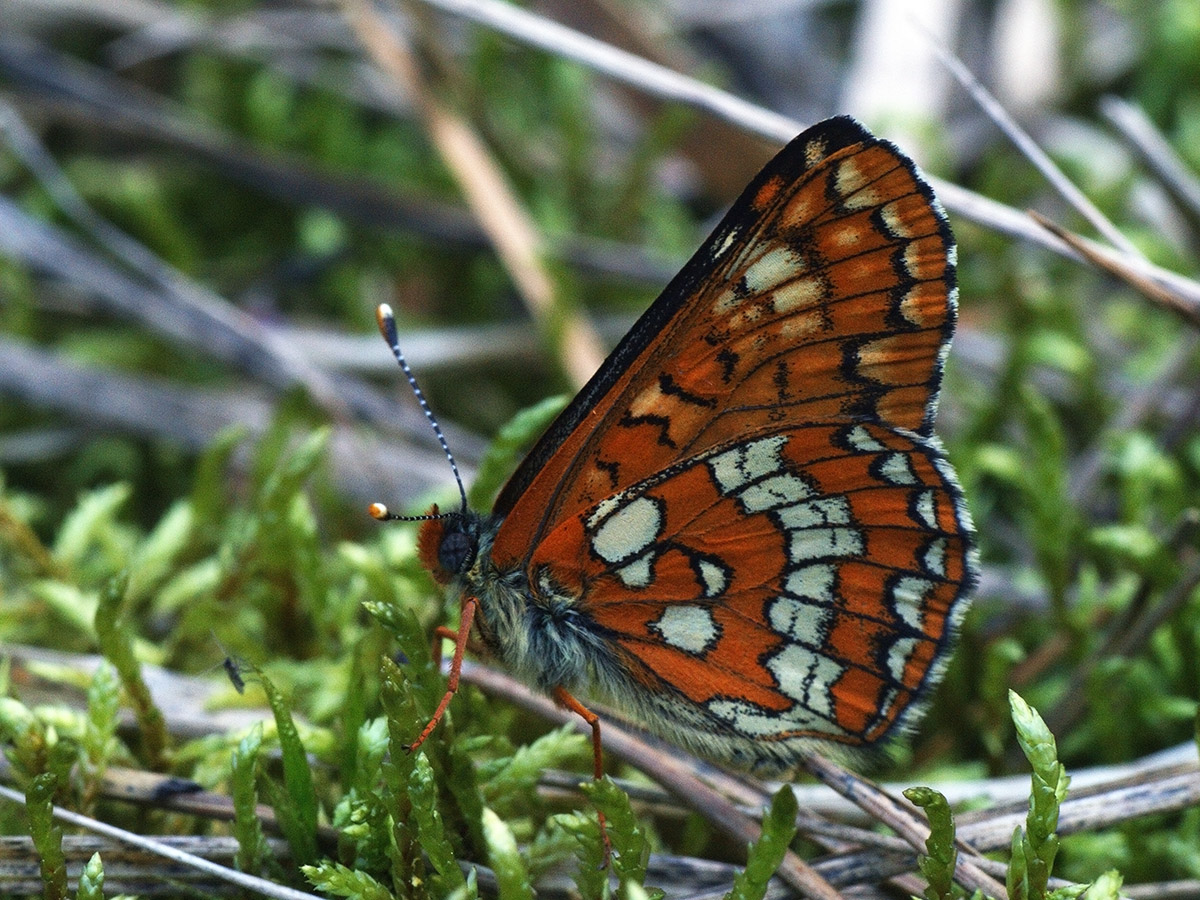
Imago fjäril, undersida.
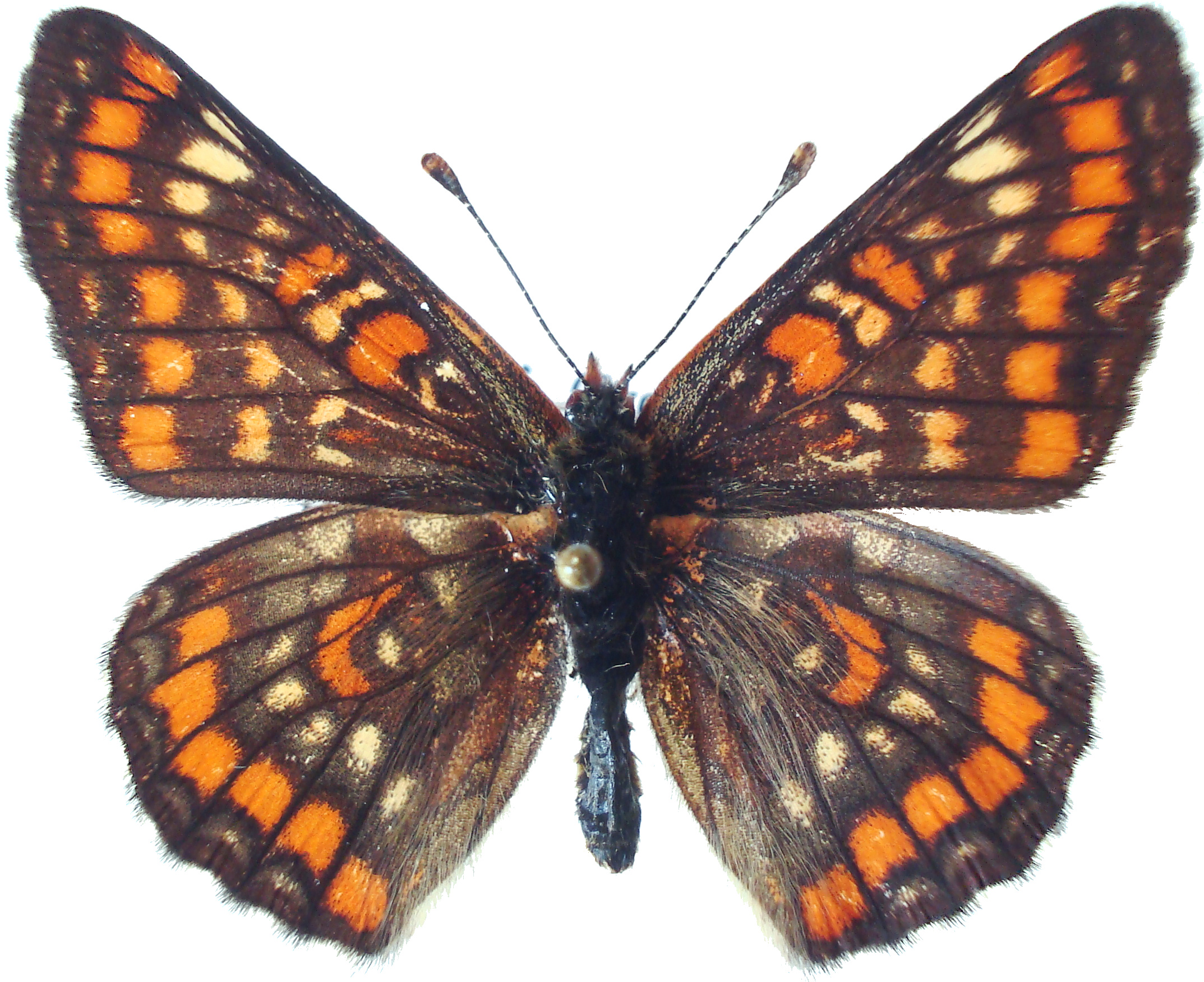
Preparerad (uppnålad) imago fjäril

## Levnadssätt
Äggen läggs i stort antal på solbelysta områden. Oftast utnyttjas ask eller skogsolvon som läggplats. Flera honor kan samverka om en äggsamling där larverna lever första året i en samverkande spånad av sammanspunna blad i ett tätt nät. En teori om varför näten spinns, är att de ska fungera som ett temperaturhöjande växthus, då larverna kräver förhöjd temperatur för att utvecklas. Larverna angriper potentiella rovdjur med det klister som de bygger samman sin spånad med. Man kan höra ljudet av larverna i sin nätkokong och ljudet kan beskrivas som om larverna äter "cornflakes". Orsaken till att de frambringar detta ljud är omtvistat. Arten övervintrar som drygt centimeterstora larver under löv och blad. Under påföljande vår lever larverna enskilt och efter ytterligare en övervintring övergår larv till puppa och sedan färdig fjäril. Flygtiden för fjärilen ligger kring mitten av juni, ibland in i juli. De kan då iakttas, likt andra nätfjärilar, vilande på blad i solbelysta skogsgläntor eller längs med skogsstigar.

## Utbredning och habitat
IUCN kategoriserar arten globalt som otillräckligt studerad (DD), men ur Europaperspektiv anser de att arten är Sårbar (VU). Enligt den svenska rödlistan är arten starkt hotad (EN),  i Sverige, medan den i Finland fortfarande är betraktad som livskraftig (LC). Asknätfjäril har tidigare funnits i södra Sverige, i Skåne, Blekinge, ett område i inre Småland och på norra Gotland. Den fanns även i Mellansverige i ett bälte från Närke till Uppland och  i Dalarna men även i områden i Södermanland och Värmland. Idag förekommer den bara i sydvästra Västmanland i trakterna mellan Lindesberg och Nora och i ett område i östra Uppland.
Arten förekommer fläckvist utbredd i södra Finland och i Baltikum och vidare österut in i Ryssland. 
Asknätfjärilens livsmiljö är solöppna skogslandskap med ungskogsbestånd. Dessa typer blir allt ovanligare i takt med att skogsarbetet förändras och fler och fler skogsgläntor växer igen. Utdikning av skog har också spolierat kända lokaler för arten.

## Skyddsåtgärder
Asknätfjärilen är från 1 januari 2000 fridlyst i hela Sverige, och är uppsatt på en lista över djurarter som åtnjuter mer eller mindre fullständigt skydd enligt miljöbalken (NFS 1999:12). Asknätfjärilen ingår i EU:s gemenskapslagstiftning (habitatdirektivet) som djurart av gemenskapsintresse, vilkas bevarande kräver noggrant skydd och att särskilda bevarandeområden utses.